# Puhtu-Laelatu looduskaitseala
Rezerwat przyrody Puhtu-Laelatu (est. Puhtu-Laelatu looduskaitseala) – rezerwat przyrody leżący w okolicy miasta Virtsu, gmina Hanila w prowincji Läänemaa, Estonia. Rezerwat oznaczony jest kodem KLO1000176.
Rezerwat został założony w 1939 roku. Był dwukrotnie powiększany w 1953 oraz 2003 roku. Obecnie rezerwat ma całkowitą powierzchnię 2772,9 ha. 1899,7 ha obszarów brzegowych, wysepek oraz 873,2 ha obszarów łąk i lasów przybrzeżnych. Składa się z dwóch odrębnych części. Część położona na wschód oraz południe od Virtsu obejmuje m.in. zatokę Rame laht dwa jeziorka przybrzeżne Kasselaht i Mõisalaht oraz jej wybrzeża. Ochronie podlegają piaszczyste płycizny, plaże, łąki przybrzeżne oraz przybrzeżne lasy. Część druga położona na północny zachód od Virtsu obejmuje niewielką grupę wysepek Kõbajalaid.
Od 1997 roku obszar wodno-błotny o znaczeniu międzynarodowym konwencji ramsarskiej.
Głównymi gatunkami flory objętymi ochroną na terenie rezerwatu są starodub łąkowy oraz obuwik pospolity. Obszar brzegowych łąk Laelatu jest uważany za najbardziej zróżnicowany gatunkowo obszar w Europie z 76 różnymi gatunkami roślin na metrze kwadratowym. Rezerwat jest siedliskiem i miejscem lęgowym wielu gatunków ptaków, jak: rycyk, kulik wielki, biegus zmienny, ostrygojad zwyczajny, czajka, uhla (zwyczajna), szlachar, nurogęś czy czernica.

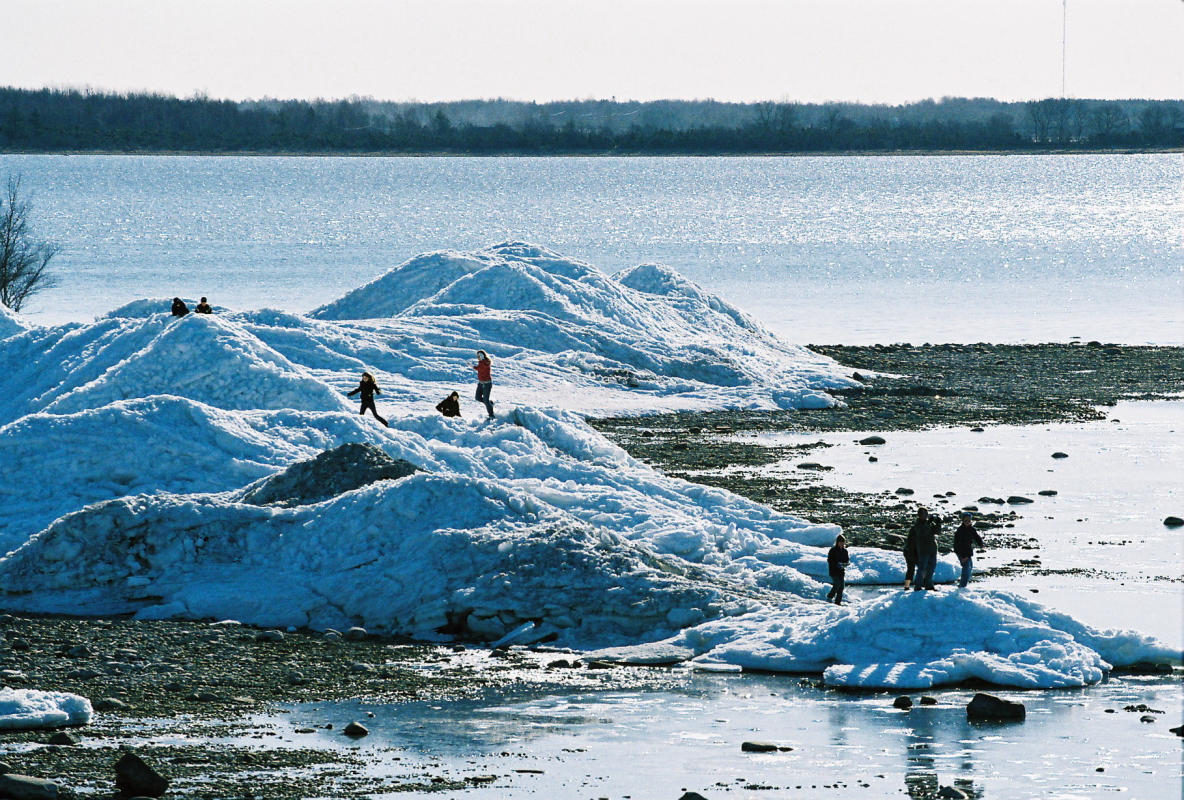
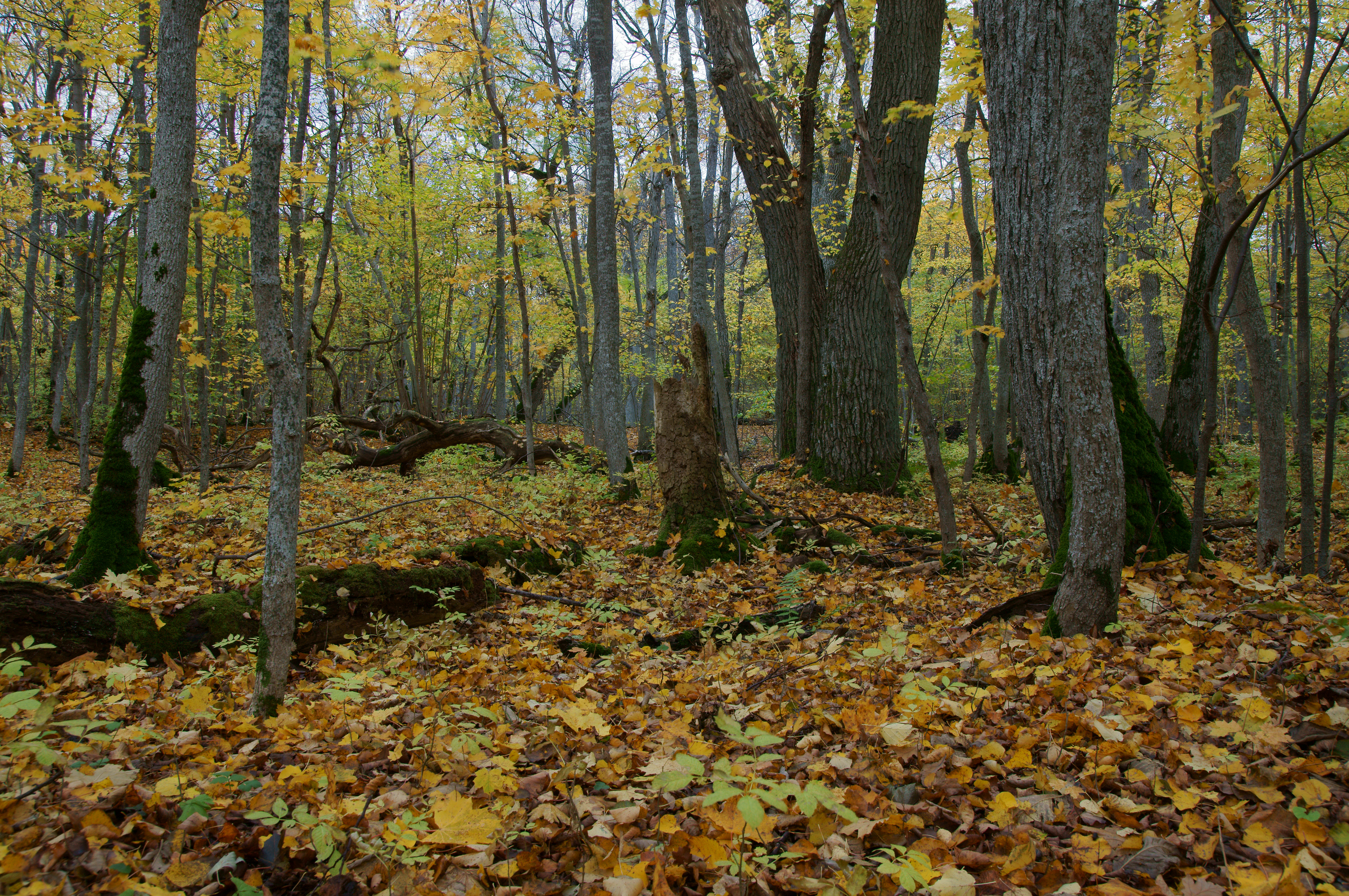
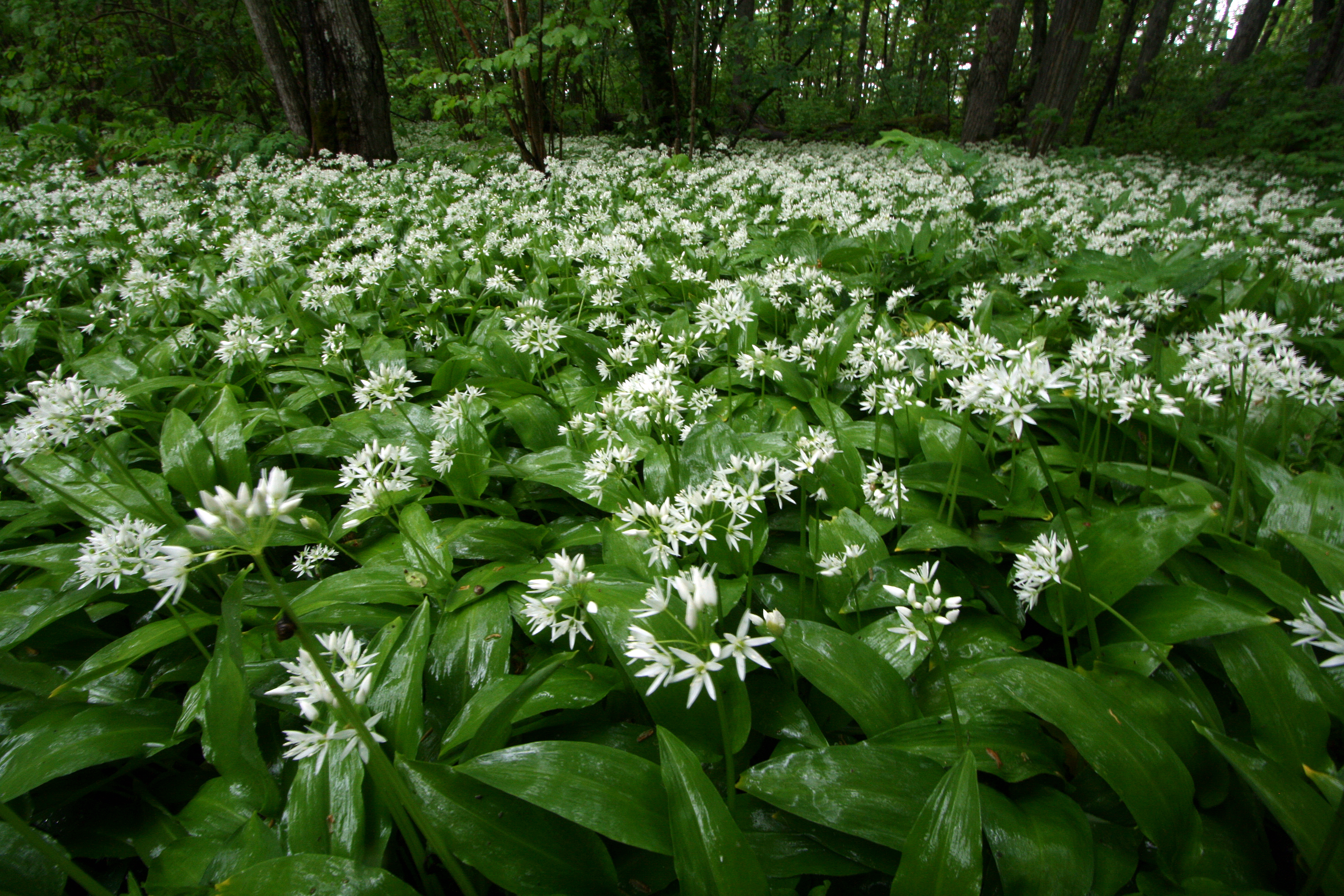